# رایک (شرکت)
شرکت رایک ( به انگلیسی Wrike ) یک ارائه دهنده خدمات نرم‌افزاری برای مدیریت پروژه‌های خصوصی است که در سن خوزه، کالیفرنیا دفتر اصلی این شرکت را دارد. این شرکت در سال ۲۰۰۶ توسط اندرو فیلف تأسیس شد و در حال حاضر دارای دفاتری در سن خوزه، سن دیگو، کالیفرنیا، دوبلین، ایرلند، سنت پترزبورگ، روسیه و کیف، اوکراین است.

## سرمایه پذیری
بعد نزدیک به ۷ سال که رایک با سرمایه شخصی بنیانگذاران آن به صورت بوت استرپ فعالیت کرد، در سال ۲۰۱۲ اولین سرمایه خود به مبلغ یک میلیون دلار را از بنیاد TMT که یک انجل است دریافت کرد. پس از آن در اکتبر ۲۰۱۳ رایک موفق شد مبلغ ۱۰ میلیون دلار از سرمایه گذاری خطرپذیر Bain Capital دریافت کند.